# Melanie Gebhardt
Melanie Gebhardt (Hof, 31 de marzo de 1994) es una deportista alemana que compite en piragüismo en la modalidad de aguas tranquilas.
Ganó dos medallas en el Campeonato Mundial de Piragüismo, plata en 2017 y bronce en 2018, y dos medallas en el Campeonato Europeo de Piragüismo, plata en 2018 y bronce en 2017.
Participó en los Juegos Olímpicos de Tokio 2020, ocupando el quinto lugar en la prueba de K4 500 m.

## Palmarés internacional
| Campeonato Mundial | Campeonato Mundial          | Campeonato Mundial | Campeonato Mundial |
| Año                | Lugar                       | Medalla            | Competición        |
| ------------------ | --------------------------- | ------------------ | ------------------ |
| 2017               | Račice (República Checa)    | Medalla de plata   | K2 1000 m          |
| 2018               | Montemor-o-Velho (Portugal) | Medalla de bronce  | K2 1000 m          |
| Campeonato Europeo |                             |                    |                    |
| Año                | Lugar                       | Medalla            | Competición        |
| 2017               | Plovdiv (Bulgaria)          | Medalla de bronce  | K2 1000 m          |
| 2018               | Belgrado (Serbia)           | Medalla de plata   | K2 1000 m          |